# Greta Svabo Bech

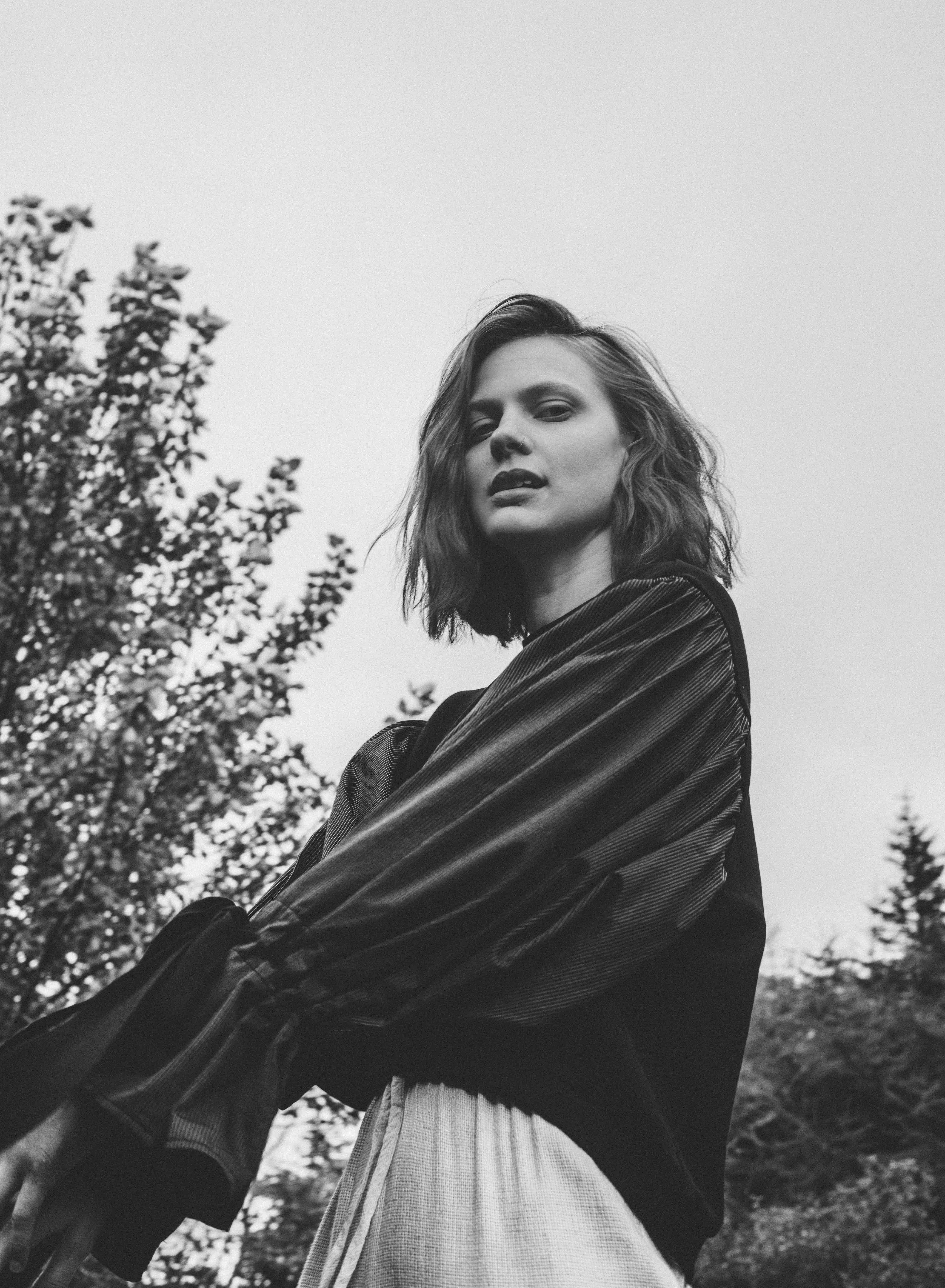
Greta Svabo Bech, 2017

Greta Svabo Bech (geboren 1987 in Tórshavn) ist eine färöische Sängerin und Liedermacherin, die auf den Färöern lebt und dort Musik macht. Sie arbeitet im Bereich des Electropop, Alternative Pop und Electronic.

## Biografie
Greta Svabo Bech wurde international bekannt durch ihre Arbeit mit dem kanadischen Produzenten Deadmau5, als der gemeinsame Song Raise Your Weapon für die beste Dance-Aufnahme bei den Grammy Awards 2012 nominiert wurde und den 100. Platz auf der Billboard Hot 100 erreichte.
Greta Svabo Bech arbeitete später auch mit den italienischen Künstlern The Bloody Beetroots an deren zweitem Album Hide mit und veröffentlichte seit 2013 Solomaterial. 2014 und 2015 gewann sie jeweils zwei Faroese Music Awards, dabei in beiden Jahren den Award als beste Pop-Interpretin sowie 2014 für das beste Video des Jahres (Broken Bones) und 2015 für den Song des Jahres (Myrkablátt).

## Diskografie
Singles
- Shut Up & Sing (2013)
- Broken Bones (2013)
- Brave Moon (2013)
- All My Bones (2019)

EPs
- Shut Up & Sing Reloaded (2013) – mit 5 Versionen von "Shut Up & Sing", mit Remixes von: Zeds Dead, The Frederik, Designer Drugs und einer „Uncovered“-Version
- Bones (2019)

Features
- Fire Inside – Gemini ft. Greta Svabo Bech (auf der "Fire Inside EP") (2012)
- Chronicles of a Fallen Love –  Greta Svabo Bech & The Bloody Beetroots
- Invisible – The Bloody Beetroots ft. Greta Svabo Bech
- The Great Run – The Bloody Beetroots ft. Greta Svabo Bech

Weitere Arbeiten
- 2010: Raise Your Weapon mit Deadmau5 als Sängerin
- 2013: My Love mit Cher auf dem Album Closer to the Truth als Co-Autorin
- 2013: Runaway mit The Bloody Beetroots als Sängerin und Co-Autorin